# Piper pertinax
Piper pertinax är en pepparväxtart som beskrevs av Trel. & Yunck.. Piper pertinax ingår i släktet Piper och familjen pepparväxter. Inga underarter finns listade i Catalogue of Life.